# Ptilineurus marmoratus
Ptilineurus marmoratus is een keversoort uit de familie klopkevers (Anobiidae). De wetenschappelijke naam van de soort is voor het eerst geldig gepubliceerd in 1877 door Reitter.